# Royal League 2006/07
Die Royal League 2006/07 war die dritte Saison des Fußballwettbewerbs für Vereinsmannschaften und fand zwischen dem 9. November 2006 und 15. März 2007 statt. Zum Sieger im rein dänischen Finale wurde zum ersten Mal Brøndby IF, die sich im Finale mit 1:0 gegen Titelverteidiger FC Kopenhagen durchsetzen konnten.

## Modus
Die zwölf Mannschaften, jeweils vier aus der dänischen Superliga, der norwegischen Tippeligaen und der schwedischen Fotbollsallsvenskan, traten zunächst in drei Gruppen mit Hin- und Rückspiel gegeneinander an, die beiden erstplatzierten Mannschaften sowie die zwei punkt- und torbesten Drittplatzierten jeder Gruppe waren für das Viertelfinale qualifiziert, welches wie auch das darauffolgende Halbfinale und Finale in einem einzigen Spiel entschieden wurde.

## Preisgelder
Alle Preisgelder und Bonuszahlungen sind in dänischen Kronen angegeben.
- Gruppenphase
  - Qualifikation: 1.000.000 DKK (für alle Teilnehmer)
  - Sieg: 125.000 DKK
  - Unentschieden: 62.500 DKK
  - 1. Platz: 600.000 DKK
  - 2. Platz: 300.000 DKK
  - 3. Platz: 150.000 DKK (nur bei Qualifikation für das Viertelfinale)
- Viertelfinale
  - Sieg: 350.000 DKK
- Halbfinale
  - Sieg 400.000 DKK
- Finale
  - Sieg : 2.000.000 DKK
  - 2. Platz: 500.000 DKK
- Zuschauerbonus 1 (wurde in Abhängigkeit zur durchschnittlichen Zuschauerzahl in der jeweiligen Heimliga berechnet, die Maximalsumme betrug 6,3 Mio. DKK)
  - Über 60 %: 525.000 DKK
  - Über 55 %: 450.000 DKK
  - Über 50 %: 375.000 DKK
  - Über 45 %: 225.000 DKK
  - Über 40 %: 150.000 DKK
  - Über 35 %: 75.000 DKK
- Zuschauerbonus 2 (hierbei wurden abhängig von der durchschnittlichen Zuschauerzahl entsprechende Anteile an der Gesamtsumme von 1,7 Mio. DKK ausgegeben und schlussendlich diesen Anteilen gemäß unter den Mannschaften aufgeteilt)
  - Über 5.000 Zuschauer: 4 Anteile
  - Über 6.000 Zuschauer: 8 Anteile
  - Über 7.000 Zuschauer: 12 Anteile
  - Über 8.000 Zuschauer: 16 Anteile
  - Über 9.000 Zuschauer: 20 Anteile
  - Über 10.000 Zuschauer: 24 Anteile

## Gruppenphase

### Gruppe 1
| Pl. | Verein              | Sp. | S | U | N | Tore    | Diff. | Punkte |
| --- | ------------------- | --- | - | - | - | ------- | ----- | ------ |
| 1.  | Odense BK           | 6   | 4 | 1 | 1 | 013:700 | +6    | 13     |
| 2.  | Brann Bergen        | 6   | 2 | 3 | 1 | 013:110 | +2    | 09     |
| 3.  | Helsingborgs IF     | 6   | 2 | 3 | 1 | 008:800 | ±0    | 09     |
| 4.  | Rosenborg Trondheim | 6   | 0 | 1 | 5 | 007:150 | −8    | 01     |

| 9. November 2006    |     |                     |                   |
| Rosenborg Trondheim | 1:3 | Brann Bergen        | Lerkendal-Stadion |
| 19. November 2006   |     |                     |                   |
| Helsingborgs IF     | 3:1 | Rosenborg Trondheim | Olympia}          |
| 26. November 2006   |     |                     |                   |
| Brann Bergen        | 2:2 | Helsingborgs IF     | Brann-Stadion     |
| Odense BK           | 5:3 | Rosenborg Trondheim | Fionia Park       |
| 3. Dezember 2006    |     |                     |                   |
| Brann Bergen        | 1:1 | Odense BK           | Brann-Stadion     |
| Rosenborg Trondheim | 0:0 | Helsingborgs IF     | Lerkendal-Stadion |
| 7. Dezember 2006    |     |                     |                   |
| Helsingborgs IF     | 1:0 | Odense BK           | Olympia           |
| Brann Bergen        | 3:2 | Rosenborg Trondheim | Brann-Stadion     |
| 10. Dezember 2006   |     |                     |                   |
| Rosenborg Trondheim | 0:1 | Odense BK           | Lerkendal-Stadion |
| Helsingborgs IF     | 2:2 | Brann Bergen        | Österås IP        |
| 18. Februar 2007    |     |                     |                   |
| Odense BK           | 3:0 | Helsingborgs IF     | Fionia Park       |
| 25. Februar 2007    |     |                     |                   |
| Odense BK           | 3:2 | Brann Bergen        | Fionia Park       |

### Gruppe 2
| Pl. | Verein        | Sp. | S | U | N | Tore    | Diff. | Punkte |
| --- | ------------- | --- | - | - | - | ------- | ----- | ------ |
| 1.  | Lillestrøm SK | 6   | 3 | 3 | 0 | 007:300 | +4    | 12     |
| 2.  | Brøndby IF    | 6   | 3 | 2 | 1 | 000:800 | −8    | 11     |
| 3.  | FC Kopenhagen | 6   | 3 | 0 | 3 | 009:500 | +4    | 09     |
| 4.  | Hammarby IF   | 6   | 0 | 1 | 5 | 005:150 | −10   | 01     |

| 18. November 2006 |     |               |                 |
| Hammarby IF       | 1:1 | Lillestrøm SK | Söderstadion    |
| 23. November 2006 |     |               |                 |
| Hammarby IF       | 2:3 | Brøndby IF    | Söderstadion    |
| 26. November 2006 |     |               |                 |
| Lillestrøm SK     | 2:0 | Hammarby IF   | Åråsen-Stadion  |
| 30. November 2006 |     |               |                 |
| Brøndby IF        | 3:1 | Hammarby IF   | Brøndby Stadion |
| Lillestrøm SK     | 1:0 | FC Kopenhagen | Åråsen-Stadion  |
| 3. Dezember 2006  |     |               |                 |
| FC Kopenhagen     | 0:1 | Lillestrøm SK | Parken          |
| 7. Dezember 2006  |     |               |                 |
| Lillestrøm SK     | 1:1 | Brøndby IF    | Åråsen-Stadion  |
| 10. Dezember 2006 |     |               |                 |
| Brøndby IF        | 1:1 | Lillestrøm SK | Brøndby Stadion |
| Hammarby IF       | 1:2 | FC Kopenhagen | Söderstadion    |
| 11. Februar 2007  |     |               |                 |
| FC Kopenhagen     | 0:1 | Brøndby IF    | Parken          |
| 18. Februar 2007  |     |               |                 |
| Brøndby IF        | 1:3 | FC Kopenhagen | Brøndby Stadion |
| 25. Februar 2007  |     |               |                 |
| FC Kopenhagen     | 4:0 | Hammarby IF   | Parken          |

### Gruppe 3
| Pl. | Verein         | Sp. | S | U | N | Tore    | Diff. | Punkte |
| --- | -------------- | --- | - | - | - | ------- | ----- | ------ |
| 1.  | Vålerenga Oslo | 6   | 4 | 2 | 0 | 013:800 | +5    | 14     |
| 2.  | IF Elfsborg    | 6   | 2 | 2 | 2 | 011:800 | +3    | 08     |
| 3.  | AIK Solna      | 6   | 1 | 3 | 2 | 007:120 | −5    | 06     |
| 4.  | Viborg FF      | 6   | 0 | 3 | 3 | 005:800 | −3    | 03     |

| 12. November 2006 |     |                |                 |
| IF Elfsborg       | 4:0 | AIK Solna      | Borås Arena     |
| 19. November 2006 |     |                |                 |
| Vålerenga Oslo    | 2:1 | IF Elfsborg    | Bislett-Stadion |
| 23. November 2006 |     |                |                 |
| Vålerenga Oslo    | 1:0 | Viborg FF      | Bislett-Stadion |
| 26. November 2006 |     |                |                 |
| Viborg FF         | 2:2 | IF Elfsborg    | Viborg-Stadion  |
| AIK Solna         | 1:1 | Vålerenga Oslo | Råsundastadion  |
| 30. November 2006 |     |                |                 |
| AIK Solna         | 1:1 | Viborg FF      | Råsundastadion  |
| 2. Dezember 2006  |     |                |                 |
| IF Elfsborg       | 1:0 | Viborg FF      | Borås Arena     |
| 3. Dezember 2006  |     |                |                 |
| Vålerenga Oslo    | 4:2 | AIK Solna      | Bislett-Stadion |
| 7. Dezember 2006  |     |                |                 |
| AIK Solna         | 1:1 | IF Elfsborg    | Råsundastadion  |
| Viborg FF         | 2:2 | Vålerenga Oslo | Viborg-Stadion  |
| 10. Dezember 2006 |     |                |                 |
| Viborg FF         | 1:2 | AIK Solna      | Viborg-Stadion  |
| IF Elfsborg       | 2:3 | Vålerenga Oslo | Borås Arena     |

## K.-o.-Runde

### Viertelfinale
Die Viertelfinalpartien fanden am 1. und 4. März 2007 statt.
|                | Ergebnis              |                 |
| -------------- | --------------------- | --------------- |
| Brøndby IF     | 3:0                   | Brann Bergen    |
| Vålerenga Oslo | 1:2                   | Helsingborgs IF |
| Odense BK      | 2:2 n. V. (4:1 i. E.) | Lillestrøm SK   |
| IF Elfsborg    | 1:2                   | FC Kopenhagen   |

### Halbfinale
Die Halbfinalpartien fanden am 8. März 2007 statt.
|               | Ergebnis  |                 |
| ------------- | --------- | --------------- |
| FC Kopenhagen | 3:1       | Helsingborgs IF |
| Brøndby IF    | 2:1 n. V. | Odense BK       |

### Finale
| Brøndby IF                                     | Brøndby IF | FC Kopenhagen | FC Kopenhagen |
| ---------------------------------------------- | --- | --- | ------------- |
| Brøndby IF                                     | \| 15. März 2007 in Brøndby (Brøndby Stadion) \| \| Ergebnis: 1:0 (1:0) \| \| Zuschauer: 17.914 \| \| Schiedsrichter: Tom Henning Øvrebø ( Norwegen) \| | \| 15. März 2007 in Brøndby (Brøndby Stadion) \| \| Ergebnis: 1:0 (1:0) \| \| Zuschauer: 17.914 \| \| Schiedsrichter: Tom Henning Øvrebø ( Norwegen) \| | FC Kopenhagen |
| Brøndby IF                                     | Stephan Andersen – Morten Nicolas Rasmussen, Mark Howard, Per Nielsen, Thomas Rytter – Martin Spelmann (90. Henrik Kildentoft), Martin Retov, Marcus Lantz, Martin Ericsson (90. David Williams) – Morten Rasmussen, Chris Katongo (72. Kasper Lorentzen) Cheftrainer: Tom Køhlert | Jesper Christiansen – Oscar Wendt, Dan Thomassen, Brede Hangeland, Lars Jacobsen – Jesper Grønkjær, William Kvist, Hjalte Nørregaard (64. Aílton José Almeida), Michael Silberbauer – Atiba Hutchinson, Fredrik Berglund (64. Michael Gravgaard) Cheftrainer: Ståle Solbakken | FC Kopenhagen |
| Brøndby IF                                     | 1:0 Martin Ericsson (38., Elfmeter) | | FC Kopenhagen |
| Brøndby IF                                     | Marcus Lantz (28.), Thomas Rytter (34.), Morten Rasmussen (85.) | Jesper Grønkjær (37.), Lars Jacobsen (85.) | FC Kopenhagen |
| 15. März 2007 in Brøndby (Brøndby Stadion)     | | |               |
| Ergebnis: 1:0 (1:0)                            | | |               |
| Zuschauer: 17.914                              | | |               |
| Schiedsrichter: Tom Henning Øvrebø ( Norwegen) | | |               |

## Zuschauerschnitt
| Platz |          | Verein              | Spiele | Zuschauer | {\displaystyle \varnothing } | +/−   |
| ----- | -------- | ------------------- | ------ | --------- | ---------------------------- | ----- |
| 1.    | Danemark | FC Kopenhagen       | 4      | 37949     | 9487                         | + 410 |
| 2.    | Danemark | Brøndby IF          | 5      | 45211     | 9042                         | -183  |
| 3.    | Norwegen | Rosenborg Trondheim | 3      | 14479     | 4826                         |       |
| 4.    | Schweden | IF Elfsborg         | 4      | 19291     | 4823                         |       |
| 5.    | Schweden | AIK Solna           | 3      | 14186     | 4729                         |       |
| 6.    | Schweden | Hammarby IF         | 3      | 13950     | 4650                         | +0 28 |
| 7.    | Danemark | Odense BK           | 4      | 14024     | 3506                         |       |
| 8.    | Schweden | Helsingborgs IF     | 3      | 09786     | 3262                         |       |
| 9.    | Norwegen | Brann Bergen        | 3      | 09119     | 3040                         |       |
| 10.   | Danemark | Viborg FF           | 3      | 08901     | 2967                         |       |
| 11.   | Norwegen | Vålerenga Oslo      | 4      | 10560     | 2640                         | + 448 |
| 12.   | Norwegen | Lillestrøm SK       | 3      | 05589     | 1863                         | +00 8 |

In der dritten Saison erholten sich im Vergleich zum Vorjahr die Zuschauerzahlen wieder. Durchschnittlich kamen 5139 Zuschauer (inklusive Finale) zu den Spielen, was ein Plus von 1203 Zuschauern bedeutet. Bei den Ländern führte Dänemark mit einem Zuschauerschnitt von 6630 (+176) pro Spiel vor Schweden mit 4401 (+1059) und Norwegen mit 3057 (+1654).

## Torschützenliste
| Platz |            | Spieler             | Verein              | Tore |
| ----- | ---------- | ------------------- | ------------------- | ---- |
| 1     | Schweden   | Martin Ericsson     | Brøndby IF          | 6    |
|       | Norwegen   | Jan Derek Sørensen  | Vålerenga Oslo      | 6    |
| 3     | Schweden   | Fredrik Berglund    | FC Kopenhagen       | 4    |
|       | Norwegen   | Morten Fevang       | Odense BK           | 4    |
|       | Norwegen   | Øyvind Storflor     | Rosenborg Trondheim | 4    |
| 6     | Schweden   | Denni Avdić         | IF Elfsborg         | 3    |
|       | Danemark   | Kim Christensen     | Odense BK           | 3    |
|       | Schweden   | Samuel Holmén       | IF Elfsborg         | 3    |
|       | Norwegen   | Erik Huseklepp      | Brann Bergen        | 3    |
|       | Ruanda     | Olivier Karekezi    | Helsingborgs IF     | 3    |
|       | Jamaika    | Luton Shelton       | Helsingborgs IF     | 3    |
|       | Danemark   | Michael Silberbauer | FC Kopenhagen       | 3    |
|       | Norwegen   | Magnus Myklebust    | Lillestrøm SK       | 3    |
|       | Australien | David Williams      | Brøndby IF          | 3    |